# Hauffenia danubialis
Hauffenia danubialis é uma espécie de gastrópode  da família Hydrobiidae.
É endémica de Austria.